# Суши
Суши (すし、寿司, 鮨, 鮓, 寿斗, 寿し, 壽司) назив је за јапанско јело које се састоји из два суштинска дела: куваног пиринча са додатком пиринчаног сирћета (шари) и додатака пиринчу (нета). Нета додаци (најчешће риба и морски плодови), као и облик сушија могу се доста разликовати; међутим, једна ствар коју сви сушији имају је шари (пиринач са сирћетом). Сервирање искључиво свежег и сировог меса назива се сашими, и представља сасвим другачије јело од сушија.
Оригинални облик сушија, данас познатији као нарезуши (馴れ寿司, 熟寿司), први пут је направљен у Југоисточној Азији. Касније се начин припреме шири до јужне Кине, да би напослетку дошао и до Јапана. Сам назив суши, води порекло од архаичног граматичког облика који више није у употреби; буквално се преводећи као киселог укуса. Најстарији облик сушија у Јапану (нарезуши) и даље доста личи на првобитни облик прављења сушија; где се риба ферментише тако што буде замотана киселим пиринчем (направљеним од пиринчаног сирћета). Овим поступком се протеини рибе разграде у на простије делове своје грађе, аминокиселине. Тиме се добија киселост која спада у пет основних укуса; у Јапану названих умами. Нарезуши се даље развијао у ошизуши, да би попримио облик данашњег сушија познатог и као едомае нигиризуши.
Савремени јапански суши се разликује од старијих облика и по томе што се риба након ферментације у лакто-ферментисаном пиринчу вадила из њега и јела сама, а пиринач бацао. Такав фуназуши имао је јак укус и мирис, и подсећао на нарезуши који се данас прави код језера Бива у Јапану. Почетком Муромачи периода (1336–1573), почело се са додавањем пиринчаног сирћета ради побољшања укуса и боље презервације хране. Овим сирћетом се истицала киселост пиринча, продужавајући му рок трајања али и скраћујући време процеса саме ферментације; да би се на крају овај поступак ферментисања потпуно избацио из употребе. У наредним вековима, суши прављен у Осаки развија се у ошизуши. Морски плодови и пиринач бивају пресовани коришћењем дрвених (обично бамбусових) калупа. До средине XVIII века овај тип сушија стиже до града Едо, данашњег Токија.
Модерни облик сушија створио је Ханаја Јохеј (華屋与兵衛; 1799–1858) на крају Едо периода у граду Едо. Овакав вид сушија је претеча савременог облика фаст фуда, који није био ферментисан (самим тим прже спреман) и спреман за јело и ван објекта где је скуван. Назив савременог едомае нигиризушија потиче од назива токијске обале Едомаеа где је свежа риба ловљена за припрему сушија. Иако се за припрему данашњег сушија више не користи риба уловљена код Едомаеа, назив едомае нигиризуши остао је непромењен.
Суши се понекад меша са сашимијем, сличним јелом у јапанској кухињи које се састоји од танко исечене сирове рибе или повремено меса.

## Историја
Јело познато као нарезуши (馴れ寿司, 熟寿司, „посољена риба”), које се чува у ферментисаном пиринчу вероватно месецима, наводи се као један од раних утицаја на јапанску праксу примене пиринча на сирову рибу. Риба је ферментисана пиринчаним сирћетом, сољу и пиринчем, након чега је пиринач одбачен. Процес се може пратити до раног припитомљавања пиринча у неолитским културама Кине. Методе ферментације које прате сличну логику у другим азијским културама пиринча укључују прахок (ប្រហុក), pla ra (ปลาร้า), буронг исда, сикае (식해) и амазаке (甘酒).
Лакто-ферментација пиринча спречава кварење рибе. Када је узгој пиринча на влажним пољима уведен током jajoi периода, језера и реке би поплавиле током кишне сезоне и риба би се хватала у пољима пиринча. Кисељење је био начин да се сачува вишак рибе и гарантује храна за наредне месеце, а нарезуши је постао важан извор протеина за јапанске потрошаче. Термин суши дословно значи „киселог укуса”, пошто целокупно јело има кисели и умами или слани укус. Термин потиче од застареле коњугације у терминалном облику し ши, која се више не користи у другим контекстима, од придевског глагола sui (酸い, „бити кисео“), што резултира термином суши (酸し). Нарезуши и даље постоји као регионални специјалитет, посебно као фуна-зуши из префектуре Шига. Сирће је почело да се додаје у припрему нарезушија у муромачи периоду (1336–1573) ради побољшања укуса и очувања. Осим што је повећава киселост пиринча, сирће је значајно продужава животни век јела, због чега је процес ферментације био скраћен и на крају напуштен. Примитивни суши би се даље развијао у Осаки, где је током неколико векова постао оши-зуши или хако-зуши; у овом препарату, морски плодови и пиринач су пресовани у облик помоћу дрвених (обично бамбусових) калупа.

## Врсте сушија
Чирашизуши (ちらし寿司) или у буквалном преводу разасути суши, се састоји из чиније суши пиринча покривеног са сировом рибом и поврћним додацима баразуши.
Инаризуши (稲荷寿司) се спрема у виду тофу поховане врећице, испуњене само суши пиринчем. Назив потиче од имена шинтоистичког бога Инари, који је приказан као лисица и за кога се сматра да воли тофу.
Макизуши (巻寿司) у буквалном преводу роловани суши или норимаки (海苔巻き) у буквалном преводу нори ролница или још макимоно (巻物) у буквалном преводу разноврсни рол је цилиндрични облик сушија, створен помоћу бамбусовог подметача макисуа (巻簾). Макизуши се најчешће умотава морском алгом нори, мада је често и умотавање танким омлетом, папиром од соје, краставцем или першуном. Макизуши се најчешће сече на мање колутове, одређеног следа намотаја. Још неке подврсте макизушија су:
- футомаки — 太巻 (велика/дебела ролница)
- хосомаки — 細巻 (танка ролница)
- темаки — 手巻 (ручна ролница)
- урамаки — 裏巻 (изврнута ролница)

Нарезуши (熟れ寿司) у буквалном преводу зрели суши, је традиционални облик ферментисаног сушија. Очишћена и огуљена риба се прекрива сољу и ставља у дрвене буриће, а затим прекрива каменом цукемоноиши. Временом, риба се полако исушује и тај процес се наставља док сва вода не нестане. Након шест месеци, овакав фуназуши је спреман за јело и може да остане јестив наредних шест месеци.
Нигиризуши (握り寿司) у буквалном преводу ручно спреман суши, састоји се из овалног насипа суши пиринча који кувар притисне у правогаону кутијицу између својих дланова, обично са мало васабија и нета додатком. Нета обично чини лосос, туна или неки други морски плодови. Неки додаци пиринчу се обично сервирају уз танке изреске морске алге нори, као што су октопод (тако), слатководна јегуља (унаги), морске јегуље (анаго), лигње (ика) и слатко јаје (тамаго). Нигиризуши се најчешће сервира у пару. Још неке подврсте нигиризушија су:
- гунканмаки — 軍艦巻 (војнобродна ролница)
- темаризуши — 手まり寿司 (кугластиа ролница)

Ошизуши (押し寿司) у буквалном преводу пресовани суши, такође познат и као хакозуши (箱寿司) у буквалном преводу суши у кутији, је пресовани суши из Кансај региона, омиљени специјалитет Осаке. Има облик четвртасте плоче која се обликује помоћу дрвеног калупа ошибако. Посебно популарни су батера (バッテラ) и сабазуши (鯖寿司).